# 기나 데쓰히로
기나 데쓰히로(일본어: 喜名 哲裕, 1976년 12월 10일 ~ )는 일본의 전 축구 선수이다.

## 구단 경력
과거 나고야 그램퍼스 에이트, FC 도쿄, 오미야 아르디자, 아비스파 후쿠오카, 도쿄 베르디, 로아소 구마모토에서 활동하였다.

## 지도자 경력
2021년부터 2022년까지 FC 류큐에서 감독을 맡았다.